# 我爱这蓝色的海洋
《我爱这蓝色的海洋》，原名《我守卫在海防线上》，是一首中国人民解放军海军文艺歌曲，创作於1971年，男中音歌唱家胡宝善作词，胡宝善、王川流作曲。时值朝鲜劳动党总书记金日成和柬埔寨西哈努克亲王访问中华人民共和国，中华人民共和国国务院总理周恩来对迎宾文艺晚会的风格作出指示“不但要有革命的激情，也要有革命的抒情”。作者遂将军歌曲风於以西方圆舞曲的作曲技巧相结合，以全新的意境和情感传唱开来，成为文化大革命时代少有的抒情歌曲之一。
2011年，胡宝善发佈了首张个人专辑《我爱这蓝色的海洋》，以其演唱的本歌曲为主题展开。
电视剧《火蓝刀锋》以此为主题曲。